# Armoiries du Ghana

Armoiries du Ghana, 4 mars 1957.

Les armoiries du Ghana furent octroyées par la reine Élisabeth II le 4 mars 1957.

## Description
Le blason est divisé en quatre cantons d'azur par une Croix de saint Georges de sinople bordée d'or : 
- le premier canton montre une épée et une machette posées en sautoir ;
- le second montre un château dominant la mer ;
- le troisième représente un cacaoyer sur une terrasse de sinople ;
- le quatrième canton représente une mine d'or qui symbolise la richesse minérale du pays.

La croix est chargée en son centre d'un léopard d'or, symbole du lien durable qui lie le Ghana au Commonwealth.
Le tout est surmonté d'un collier aux couleurs nationales. Ce collier est surmonté de l'étoile africaine. noire bordé d'or. Deux aigles d'or soutiennent le blason, portant au cou un ruban tricolore auquel est accrochée une étoile noire aussi bordée d'or. L'écu est posé sur une terrasse herbeuse de Sinople. Sous l'écu, sur un listel d'or, la devise nationale du pays : "Freedom and Justice" (Liberté et Justice) est inscrite en lettres de gueules.